# Coelioxys popovi
Coelioxys popovi är en biart som beskrevs av Embrik Strand 1934. Coelioxys popovi ingår i släktet kägelbin, och familjen buksamlarbin. Inga underarter finns listade i Catalogue of Life.